# W型3気筒
W型3気筒（ダブリュがたさんきとう）はピストン式内燃機関（レシプロエンジン）のシリンダー配列形式の一つで、W3と略される事もある。基本的にはV型2気筒エンジンにもう1バンクを付け足す形で開発される事が多く、W型エンジンでも最も早くに登場した形式である。また各シリンダーバンクの発熱上の問題が、特に中央バンクで他の多気筒W型エンジンと比較して比較的少ないという利点もある。構造面では星型エンジンと同様のマスター&スレイブ式コンロッド配置としたものがある。

## 解説

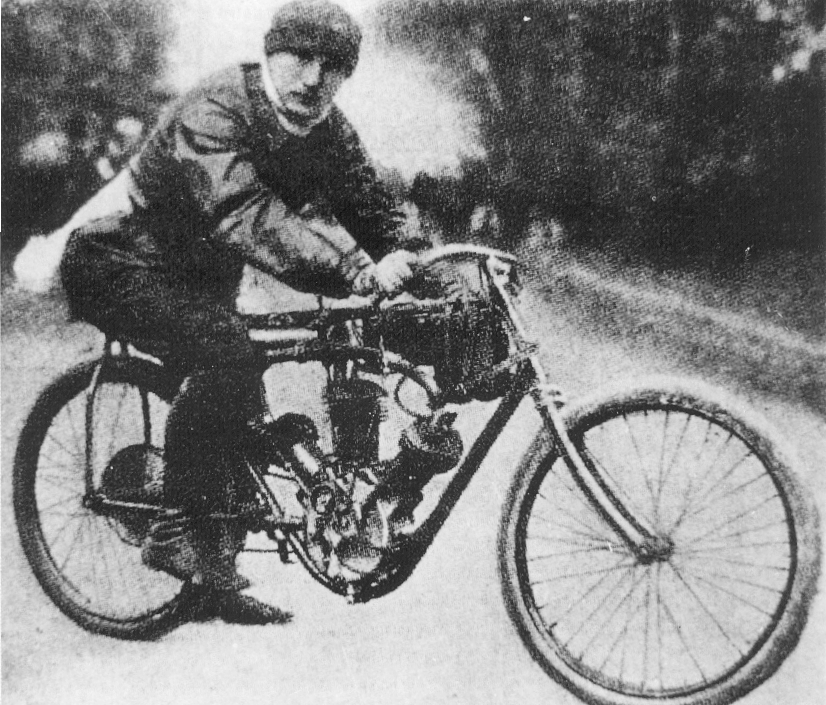
Alessandro Anzaniが1906年に開発したFan-W3エンジンを搭載するオートバイ

60°/60°

W型3気筒の歴史は古く、1906年にアンザーニがオートバイ用エンジンとして開発したものが最初の事例である。このエンジンは後にルイ・ブレリオの飛行機「ブレリオ_XI」に搭載され、1909年にドーバー海峡横断飛行に成功した。後にAlessandro Anzaniはこのエンジンを更に改良し、各シリンダーを120度間隔に配置した星型エンジンの原型であるAnzani-Y3エンジンを開発した。
アンザーニのエンジンの後はオートバイの世界でも長い間忘れ去られた形式となっていたが、それから百年近く経った2000年に、一人のエンジンビルダーの手により3バンクW型3気筒エンジンがカスタムオートバイの世界に復活した。アメリカのJim Feulingはハーレーダビッドソン・ツインカム88(95cu-in) 45度バンク空冷V型2気筒エンジンをベースに、もう1バンクを追加する為のアップグレードキットをリリースしたのである。
航空機の星型エンジンを参考に開発されたこのエンジンは、旧来から存在する3バンク型W型エンジンとは異なり、星型エンジンと同様にクランクピンには中央のマスターコンロッドのみが嵌められていて、その大端部の両側に2本のスレーブコンロッドが繋がれているというものであった。「Feuling W3」と名付けられたこのカスタムエンジンは、通常の構成では145cu-in用のピストンが組み合わされて2327ccとなり、最大180馬力を発揮した。
アメリカの著名なチョッパービルダーであるCory Nessの手により更にチューンされたFeuling W3の中には、185cu-inピストンの3032ccエンジンと、245cu-inピストンの4015ccエンジンも出現。en:Biker_Build_Offといったチョッパー・ドラッガーイベントを席巻するエンジンとなった。
しかしJim Feuling自身は2002年12月に死去し、2004年7月を最後に彼が興した会社であるFeuling Motor Companyも売却され、Feuling W3の販売も終了したという。